# Michael Piller
Pour les articles homonymes, voir Piller.
 (mars 2024).
La mise en forme du texte ne suit pas les recommandations de Wikipédia : il faut le « wikifier ».
Les points d'amélioration suivants sont les cas les plus fréquents. Le détail des points à revoir est peut-être précisé sur la page de discussion.
- Les titres sont pré-formatés par le logiciel. Ils ne sont ni en capitales, ni en gras.
- Le texte ne doit pas être écrit en capitales (les noms de famille non plus), ni en gras, ni en italique, ni en « petit »…
- Le gras n'est utilisé que pour surligner le titre de l'article dans l'introduction, une seule fois.
- L'italique est rarement utilisé : mots en langue étrangère, titres d'œuvres, noms de bateaux, etc.
- Les citations ne sont pas en italique mais en corps de texte normal. Elles sont entourées par des guillemets français : « et ».
- Les listes à puces sont à éviter, des paragraphes rédigés étant largement préférés. Les tableaux sont à réserver à la présentation de données structurées (résultats, etc.).
- Les appels de note de bas de page (petits chiffres en exposant, introduits par l'outil «  Source ») sont à placer entre la fin de phrase et le point final[comme ça].
- Les liens internes (vers d'autres articles de Wikipédia) sont à choisir avec parcimonie. Créez des liens vers des articles approfondissant le sujet. Les termes génériques sans rapport avec le sujet sont à éviter, ainsi que les répétitions de liens vers un même terme.
- Les liens externes sont à placer uniquement dans une section « Liens externes », à la fin de l'article. Ces liens sont à choisir avec parcimonie suivant les règles définies. Si un lien sert de source à l'article, son insertion dans le texte est à faire par les notes de bas de page.
- La présentation des références doit suivre les conventions bibliographiques. Il est recommandé d'utiliser les modèles {{Ouvrage}}, {{Chapitre}}, {{Article}}, {{Lien web}} et/ou {{Bibliographie}}. Le mode d'édition visuel peut mettre en forme automatiquement les références.
- Insérer une infobox (cadre d'informations à droite) n'est pas obligatoire pour parachever la mise en page.

Pour une aide détaillée, merci de consulter Aide:Wikification.
Si vous pensez que ces points ont été résolus, vous pouvez retirer ce bandeau et améliorer la mise en forme d'un autre article.
Michael Piller (30 mai 1948 - 1er novembre 2005) est un scénariste et producteur de télévision américain, connu principalement pour ses contributions à la franchise Star Trek.

## Biographie
Piller est né dans à Port Chester, New York. Ses parents étaient tous deux impliqués dans l'écriture. Son père, Gene Piller, était un scénariste hollywoodien et sa mère, Ruth Roberts, était une autrice-compositrice. Il envisageait de devenir scénariste dès son plus jeune âge, mais un professeur d'université l'en a découragé, et Piller a débuté à la télévision en travaillant comme journaliste lauréat d'un Emmy Award pour CBS News à New York, WBTV à Charlotte et WBBM-TV. à Chicago. Cependant, il a ensuite déménagé à Los Angeles, pour travailler dans le secteur du divertissement à la télévision à la fin des années 1970, comme responsable de la programmation pour CBS. Au sein du réseau, il est devenu réalisateur de dramatiques basées sur des faits et des pratiques de programme. Il a commencé à écrire des scénarios pour la télévision, et après avoir vendu un scénario à Cagney & Lacey et un autre à Simon & Simon, on lui a proposé un poste d'écriture sur la série, où il est resté pendant trois ans, devenant producteur.
Piller a fréquenté l'Université de Caroline du Nord à Chapel Hill. Il a épousé une femme prénommée Sandra en 1981 ; ils ont eu trois enfants.
En 1987, avec Van Gordon Sauter, il développe une série de téléréalité /médicale pour MGM/UA Television intitulée The Doctor's Office. Il a ensuite fait équipe à nouveau avec lui l'année suivante sur Hotline, un jeu télévisé interactif.

## Télévision
En 1989, un appel à Maurice Hurley, un ami qui avait dirigé l'équipe de rédaction de Star Trek : La Nouvelle Génération pendant sa deuxième année, a conduit Piller à co-écrire un épisode avec Michael Wagner intitulé "Evolution". À partir du cinquième épisode de la troisième saison, " The Bonding ", lorsque Wagner a abandonné la direction de l'équipe de rédaction pour la troisième année de la série, Piller a été invité à assumer le poste de showrunner, relevant du producteur exécutif Rick Berman. En un an, Piller a formé une solide équipe de scénaristes. Il a également changé l’approche scénaristique, passant des histoires de « l'extraterrestre de la semaine » ou de la « situation de la semaine » vers des scénarios qui développaient d’avantage les personnages principaux et leurs relations. Beaucoup considèrent cela comme le tournant de la série. Une autre innovation clé a été la politique d’ouverture de Piller, permettant à quiconque de soumettre des idées de scénarios. Cette politique a donné naissance à certains des épisodes les plus populaires de la série, notamment « Yesterday's Enterprise ».
La Nouvelle Generation a duré sept ans et a recueilli une reconnaissance critique croissante, aboutissant à une nomination aux Emmy Awards lors de sa dernière année pour la série dramatique exceptionnelle. Piller a été personnellement responsable de nombreux épisodes populaires, dont "Le meilleur des deux mondes", les parties 1 et 2, qui sont considérés par de nombreux fans et la critique comme les meilleurs épisodes de La Nouvelle Génération. C’est aussi le cas de l’épisode en deux parties Réunification, dans lequel apparaît Spock, interprété par Leonard Nimoy, à l'origine du rôle dans la série originale Star Trek.
Fin 1991, lorsque Paramount Pictures demande au producteur exécutif de La Nouvelle Génération, Rick Berman, de créer une nouvelle série Star Trek, celui-ci se tourne vers Piller pour l'aider à créer la nouvelle série. Star Trek : Deep Space Nine a fait ses débuts en janvier 1993 avec "L’Émissaire", l'épisode pilote écrit par Piller, qui a atteint les audiences les plus élevées jamais enregistrées pour une première de série souscrite. Comme La Nouvelle Génération, la série a duré sept ans. Piller en a été le showrunner les deux premières saisons.
En 1994, Berman est de nouveau invité à créer une autre nouvelle série Star Trek pour le nouveau réseau de télévision UPN de Paramount. À nouveau, Berman a fait équipe avec Piller pour développer Star Trek : Voyager avec Taylor. Lorsque Voyager a commencé sa première saison, Piller rejoint Voyager à temps complet et est remplacé en tant que showrunner sur Deep Space Nine par Ira Steven Behr, qui en fut le showrunner jusqu’à la fin de la série.
Piller a été le showrunner et chef de l'équipe de rédaction des deux premières saisons de Voyager, Taylor étant son adjoint. Après la deuxième saison, Piller quitté Voyager et se retire de la franchise. Taylor lui succède pour la troisième saison,.
Parallèlement, Piller développe une autre série pour UPN appelée Legend, mais.la série est annulée après seulement 12 épisodes. Piller continue alors en tant que consultant créatif sur Deep Space Nine et Voyager, envoyant des notes à la production sur les scripts en préparation.
En 1997, il est de nouveau approché pour écrire Star Trek : Insurrection en collaboration avec Rick Berman. Il documente le processus d’écriture de ce film dans un livre, Fade In, publié sur Internet après sa mort en 2005. Son épouse, Sandra, a ensuite demandé que l'ouvrage soit publié et distribué en version papier. Elle décrit dans une interview en 2013 que le studio a été surpris par l’honnêteté de Piller sur le processus d'écriture et de production d'Insurrection. Elle rapporte que les dirigeants de Paramount Pictures ont estimé ne pas pouvoir faire savoir au public ce qu’il se passe dans les coulisses.
En 1999, Piller forme une société de production avec son fils Shawn, qu’il nomme Piller². Ils ont signé un accord de deux ans avec le réseau de télévision WB qui prévoit une production et trois pilotes. Warner Bros lui commande des scripts pour quatre productions et entame les démarches pour une série post-apocalyptique nommée Day One qui serait basée sur la mini-série télévisée britannique The Last Train, cependant la série ne sera jamais produite.
En 2001, Piller adapte le roman de Stephen King The Dead Zone pour la télévision. La série, co-développée avec son fils et mettant en vedette Anthony Michael Hall et Nicole de Boer  est diffusée à partir du 16 juin 2002 sur USA Network. Elle est alors regardée par 6,4 millions de téléspectateurs, ce qui en fait la plus grande première jamais enregistrée pour cette chaîne. L'audience est restée stable pendant quatre saisons, avant qu'une baisse des audiences ne l'oblige à être annulée lors de sa sixième saison.
En 2005, une autre série développée par Piller² est produite par la chaîne ABC Family. Il s’agit de Wildfire. La série s'est terminée en 2008 après quatre saisons.

## Hommages
Le 1er novembre 2005, StarTrek.com annonce le décès de Piller, à son domicile, des suites d’un cancer de la tête et du cou. Variety et The Hollywood Reporter lui rendent hommage en pleine page. Lions Gate Television publie un communiqué de presse le décrivant comme « un conteur extraordinaire et un ami chéri, qui a inspiré tous ceux d'entre nous qui l'ont connu ». Les hommages de plusieurs membres de la distribution et de l'équipe de Star Trek, ainsi que de ceux de The Dead Zone, ont été publiés sur le site officiel de Star Trek.
L’auteur de Star Trek Paula Block estime qu’il a donné son « âme » à La Nouvelle Génération. Terry J. Erdmann estime de son côté c’est l’imagination de Piller qui a permis la création des personnages complexes de Deep Space Nine</ref>. De même, Wil Wheaton, membre de la distribution de TNG, dit de Piller qu’il était « plus responsable que quiconque de la transformation de Next Generation pour en faire la série incroyable qu'elle est devenue dans la saison quatre ». Eric Stillwell, qui a travaillé comme assistant exécutif de Piller sur Insurrection et est ensuite devenu vice-président des opérations chez Piller², a déclaré que la plus grande capacité de Piller était de former de nouveaux écrivains en les aidant à développer leur talent. Il estime que ce sera l'héritage durable de Piller.